# Luis Fernando Suárez
Luis Fernando Suárez Guzmán (Medellín, 23 de diciembre de 1959) es un exfutbolista y entrenador colombiano que jugó como defensa y centrocampista. Actualmente sin club.

## Biografía

### Formación
Su formación profesional la obtuvo en la Universidad Autónoma Latinoamericana (UNAULA) donde estudió contabilidad durante cuatro años. En el año 2008, obtuvo un máster en negocios y administración de fútbol en el instituto Johan Cruyff for Sport Studies.

## Como jugador
Luis Fernando Suárez jugó al fútbol profesional entre 1981 y 1989. Según medios periodísticos, Suárez fue un defensa central de buena condición técnica, quien no tenía problemas cuando lo ponían como volante de marca. Con los clubes Atlético Nacional y Deportivo Pereira, disputó doscientos partidos y anotó tres goles.

## En la dirección técnica
Apenas se retiró, justo después de ganar con Atlético Nacional la Copa Libertadores de América 1989, comenzó a trabajar como asistente técnico. Su visión del juego, buen manejo de grupo y liderazgo le permitieron asumir varias veces como encargado las riendas del equipo profesional entre julio y octubre de 1989. Luis Fernando también asistió a Francisco Maturana entre 1995 y 1998 en la selección de Ecuador y Millonarios. Cabe destacar que en 1997 ya había dirigido a esta selección en calidad de interino cuatro partidos con un saldo favorable. 
Para 1999 tuvo su gran oportunidad, al ser nombrado técnico titular en Atlético Nacional, y no la desaprovechó; salió campeón con los verdes y comenzó una brillante carrera en los banquillos.
Además de Atlético Nacional, Suárez dirigió al Deportivo Cali, Deportes Tolima y el Aucas de Ecuador sin mayores novedades, antes de tomar el mando de la selección ecuatoriana para las eliminatorias rumbo a Alemania 2006. 
Luis Fernando Suárez también se ha destacado dirigiendo selecciones juveniles. En 2012 clasificó a la selección sub-23 de Honduras para los Juegos Olímpicos de Londres. En esa competencia, su equipo venció a España 1-0 (uno de los favoritos del torneo). 
Antes, en 1999 consiguió el primer campeonato de un seleccionado colombiano en Europa. En Francia obtuvo el título del Torneo Esperanzas de Toulon.

### Selección de Ecuador
Luis Fernando Suárez tomó las riendas de la selección ecuatoriana luego de la mala actuación de Ecuador en la Copa América de Perú 2004 la cual sentenció la suerte de su compatriota Hernán Darío «Bolillo» Gómez.
Bajo su mando se inició un proceso de transición, que tuvo su punto más alto con la salida de Álex Aguinaga. Al final del proceso, la base del equipo estuvo formada por Cristhian Mora, Christian Lara, Segundo Castillo, Iván Hurtado, Néicer Reasco, Edwin Tenorio, Ulises de la Cruz, Paúl Ambrosi e Iván Kaviedes.
Suárez debutó con la selección de Ecuador el 5 de septiembre de 2004 con derrota ante Uruguay 0-1 en Montevideo. Posteriormente, el 10 de octubre de 2004, el combinado de Suárez debutó como local derrotando a Chile por 2-0 en el Estadio Olímpico Atahualpa de Quito.
Al final del proceso clasificatorio rumbo al mundial de Alemania 2006, la selección ecuatoriana al mando de Luis Fernando Suárez finalizó con un rendimiento del 54 %. Obtuvo veintiocho puntos de cincuenta y cuatro posibles, lo que fue suficiente para que Ecuador sellara su clasificación por segunda vez consecutiva para un Mundial de fútbol.
Una vez en Alemania, la selección de Suárez superó lo hecho por la selección debutante del Mundial 2002. El equipo del colombiano Suárez venció a Polonia (2-0) y a Costa Rica (3-0), cayendo ante los locales (0-3) y por primera vez se clasificó para octavos de final, donde perdió con Inglaterra (0-1). Al final de la justa mundialista, Ecuador finalizó en la duodécima posición.
Una vez finalizado el Mundial, Luis Fernando Suárez continuó al mando de la selección ecuatoriana de fútbol rumbo al Mundial de Sudáfrica 2010. Sin embargo, luego de tres partidos donde su equipo perdió ante Venezuela (0-1) y las goleadas propinadas por Brasil (5-0) y Paraguay (5-1) propiciaron la renuncia del técnico colombiano el 17 de noviembre de 2007. En su lugar llegó el ecuatoriano Sixto Vizuete, quien, a pesar de los buenos resultados, no consiguió clasificar a Ecuador para su tercer Mundial.

#### Participación en Copa del Mundo
| Mundial           | Sede     | Resultado        |
| ----------------- | -------- | ---------------- |
| Copa Mundial 2006 | Alemania | Octavos de final |

#### Participaciones en Copa América
| Copa América      | Sede      | Resultado    |
| ----------------- | --------- | ------------ |
| Copa América 2007 | Venezuela | Primera fase |

### Selección de Honduras

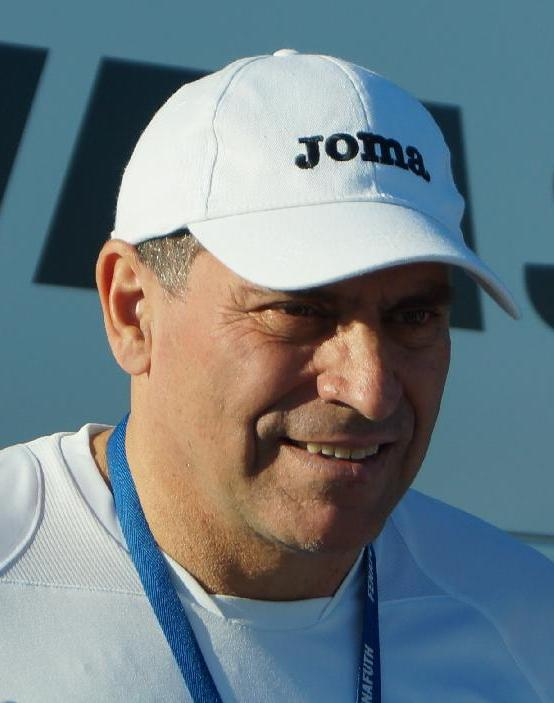
Suárez durante su etapa como seleccionador de Honduras

En marzo de 2011, Luis Fernando Suárez fue contratado como nuevo director técnico de la selección hondureña de fútbol por la Federación Nacional Autónoma de Fútbol de Honduras (FENAFUTH) para el proceso Brasil 2014.
A su llegada al país, el técnico colombiano declaró en una rueda de prensa luego de firmar su contrato con las autoridades futbolísticas hondureñas: «Estamos muy entusiasmados, venimos a trabajar constantemente». Asimismo, remarcó que a partir de hoy es un «gran compromiso que tenemos con el país, es algo que nos exige entregarnos totalmente, a cuerpo entero». Para este reto, Suárez conformó un cuerpo técnico uruguayo, formado por su asistente Miguel Falero y el preparador físico Carlos Gutiérrez.
Su primera prueba fue durante la Copa de Oro de la Concacaf 2011. En ese torneo el equipo de Suárez alcanzó las semifinales luego de dos triunfos, un empate y una derrota, antes de caer ante la selección de México (eventual campeona de este torneo) por 0-2 en la etapa semifinal.
Asimismo, Suárez tuvo la oportunidad de participar en la Copa de Oro 2013 con una selección hondureña alternativa. En ese torneo su equipo pasó la ronda de grupos en primer lugar luego de vencer a Haití (2-0) y El Salvador (1-0) antes de caer por 0-2 frente a Trinidad y Tobago. En los cuartos de final venció a Costa Rica 1-0 y clasificó para semifinales, pero quedó fuera de la final al caer ante Estados Unidos (eventual campeón de ese torneo) por 1-3.

#### Clasificación para Brasil 2014
Luis Fernando Suárez debutó dirigiendo a la selección de fútbol de Honduras en la eliminatoria rumbo a Brasil 2014, el 8 de junio de 2012. En aquella oportunidad, su equipo fue derrotado a domicilio por 0-2 por la selección de Panamá dirigida por el técnico Julio César Dely Valdés. El 12 de junio el equipo de Suárez volvió a dejar dudas al empatar de visita ante Canadá a cero goles por bando. En el país comenzaron a correr rumores sobre la posible destitución de Suárez. Sin embargo, el 7 de septiembre, Honduras derrotó contundentemente a Cuba de visita por 3-0 y posteriormente de local 1-0. Estos resultados, pusieron a Suárez y su equipo, de nuevo en la pelea por un boleto para el hexagonal final de la CONCACAF, que otorga tres boletos directos para el Mundial.
El 12 de octubre Suárez y su equipo viajaron a Panamá para enfrentar a esa selección con la obligación de sacar un resultado positivo y así fue porque al término del encuentro su equipo había empatado 0-0. El 16 de octubre de ese mismo año, la selección de Honduras recibió a Canadá en San Pedro Sula. Al final del encuentro, el equipo de Suárez humilló por 8-1 a los canadienses y con este resultado, Honduras clasificó en primer lugar del grupo para la ronda final de la CONCACAF.
El 6 de febrero de 2013, la selección de fútbol de Honduras al mando de Luis Fernando Suárez comenzó con pie derecho su participación en el hexagonal final de la CONCACAF, al derrotar a domicilio a la selección de los Estados Unidos por 2-1. Siempre a domicilio, el 22 de marzo de ese mismo año, el equipo de Suárez rescató un punto ante México luego de ir cayendo por 0-2.
Desde el 26 de marzo hasta al 7 de junio, Honduras complicó su clasificación al caer consecutivamente ante Panamá (0-2) y ante Costa Rica (0-1). Pero, el 11 de junio, Suárez y su equipo recuperaron terreno al vencer en Tegucigalpa a Jamaica por 2-0. El 18 de junio, Honduras volvió a caer de visita ante los Estados Unidos por 0-1. Sin embargo, el 6 de septiembre, la selección hondureña dirigida por Suárez, venció por primera vez en su historia, a México en su propio estadio, protagonizando así lo que se denominó como el segundo Aztecazo.
Con este resultado el equipo de Luis Suárez complicó a los mexicanos y se afianzó en el tercer lugar de la clasificación. Los siguientes partidos de 2-2 en Tegucigalpa ante Panamá y 2-2 de visita contra Jamaica, le dieron a Honduras su segunda clasificación consecutiva para un Mundial. Para Suárez fue su primera clasificación en la Zona de la CONCACAF y su segunda clasificación para un Mundial. El siguiente cuadro evidencia su récord y estadísticas desfavorables en su paso por la selección catracha.

#### Participación en Copa del Mundo
| Mundial           | Sede   | Resultado    |
| ----------------- | ------ | ------------ |
| Copa Mundial 2014 | Brasil | Primera fase |

#### Participaciones en Copa Oro
| Copa Oro         | Sede           | Resultado    |
| ---------------- | -------------- | ------------ |
| Copa de Oro 2011 | Estados Unidos | Cuarto lugar |
| Copa de Oro 2013 | Estados Unidos | Cuarto lugar |

#### Participaciones en Copa Centroamericana
| Copa Centroamericana      | Sede       | Resultado  |
| ------------------------- | ---------- | ---------- |
| Copa Centroamericana 2013 | Costa Rica | Subcampeón |

#### HONEstadísticas en la selección de Honduras
| Selección                       | Competición       | Partidos | Partidos | Partidos | Partidos | Goles | Goles | Goles |
| Selección                       | Competición       | D        | G        | E        | P        | GF    | GE    | DG    |
| ------------------------------- | ----------------- | -------- | -------- | -------- | -------- | ----- | ----- | ----- |
| Honduras                        |                   |          |          |          |          |       |       |       |
| Amistosos 2011                  | 11                | 3        | 2        | 6        | 8        | 19    | (-11) |       |
| Copa de Oro 2011                | 5                 | 1        | 2        | 2        | 8        | 5     | 3     |       |
| Amistosos 2012                  | 6                 | 2        | 2        | 2        | 6        | 4     | 2     |       |
| Eliminatorias preolímpico 2012  | 2                 | 2        | 0        | 0        | 7        | 5     | 2     |       |
| Preolímpico de Concacaf de 2012 | 5                 | 3        | 0        | 2        | 9        | 8     | 1     |       |
| Juegos Olímpicos 2012           | 4                 | 1        | 2        | 1        | 5        | 5     | 0     |       |
| Amistosos 2013                  | 4                 | 1        | 2        | 1        | 6        | 11    | (-5)  |       |
| Copa de Oro 2013                | 5                 | 3        | 0        | 2        | 5        | 5     | 0     |       |
| Copa Centroamericana 2013       | 4                 | 1        | 2        | 1        | 3        | 3     | 0     |       |
| Amistosos 2014                  | 9                 | 1        | 3        | 5        | 5        | 16    | (-11) |       |
| Eliminatoria mundialista (2014) | 16                | 7        | 5        | 4        | 25       | 15    | 10    |       |
| Mundial de Brasil 2014          | 3                 | 0        | 0        | 3        | 1        | 8     | (-7)  |       |
| Consolidado Total               | Consolidado Total | 74       | 25       | 20       | 29       | 88    | 104   | (-16) |

### Juan Aurich, Universitario de Deportes y Dorados de Sinaloa
Dirigió al Juan Aurich entre el 12 de octubre de 2009 y el 17 de agosto de 2010.
El 10 de marzo del 2015 es nombrado como entrenador del Universitario de Deportes, sin embargo, al no haber tenido los resultados suficientes para continuar al mando de la institución, su contrato fue cesado por parte de la directiva en calidad de mutuo acuerdo, el día 1 de septiembre del presente año.
Desde el 1 de octubre de 2015 y hasta el 1 de febrero de 2016 dirigió nuevamente sin mayores logros al Dorados de Sinaloa en México.

### Junior de Barranquilla
Luis Fernando Suárez se convierte en el nuevo timonel tiburón para el año 2019. Suárez debuta oficialmente en el banquillo de Junior con derrota 1-2 ante Deportes Tolima en condición de local, partido correspondiente a la Superliga de Colombia 2019; sin embargo, su equipo empataría la serie con un gol solitario de Luis Carlos Ruiz en el partido de vuelta en Ibagué, forzando los penales donde Junior se coronaría campeón de dicho certamen.
El 3 de mayo de 2019, según el comunicado de prensa del club, Luis Fernando Suárez se retiró dichosamente como técnico de Junior de Barranquilla.
Luego de su retiro como técnico de Junior de Barranquilla, fue nombrado integrante del programa La polémica de Win Sports, en reemplazo de Iván Mejía Álvarez.

### Atlético Bucaramanga
En febrero de 2021 llega al Atlético Bucaramanga dirigiendo desde la fecha 9 del torneo apertura.

### Selección de Costa Rica
El 21 de junio de 2021 fue presentado sorpresivamente, con una llamativa cláusula de rescisión contractual, como el nuevo entrenador de Costa Rica, esto con miras a la Copa Oro y a la clasificación para el Mundial 2022. El 28 de marzo de 2022 Costa Rica aseguró el repechaje tras vencer 2-1 a El Salvador.

#### Clasificación para Catar 2022
El 14 de junio de 2022, la selección de Costa Rica venció a la selección de Nueva Zelanda con un marcador de (1-0) logrando el paso de los centroamericanos a su sexto Mundial, pese a la superioridad táctica mostrada por su rival durante gran parte del encuentro. La gestión del entrenador colombiano en el Mundial de Catar careció de eficacia y liderazgo lo que a posteriori se tradujo a una de las peores versiones de la selección de fútbol de Costa Rica en los últimos tiempos.

#### Participaciones en Copas del Mundo
| Mundial           | Sede  | Resultado      |
| ----------------- | ----- | -------------- |
| Copa Mundial 2022 | Catar | Fase de grupos |

#### Participaciones en Copa Oro
Se destaca principalmente su participación en la Copa de Oro 2023, donde la selección de Costa Rica llegó con dudas a la competencia. Dichas inquietudes dieron como resultado una de las peores versiones de dicha selección, viendo en riesgo la clasificación para la siguiente ronda de la competencia antes mencionada.
| Copa Oro         | Sede                    | Resultado        |
| ---------------- | ----------------------- | ---------------- |
| Copa de Oro 2021 | Estados Unidos          | Cuartos de final |
| Copa de Oro 2023 | Estados Unidos · Canadá | Cuartos de final |

#### Participaciones en Liga de Naciones
| Liga de Naciones         | Sede     | Resultado      |
| ------------------------ | -------- | -------------- |
| Liga de Naciones 2022-23 | Concacaf | Fase de grupos |

#### CRCEstadísticas en la selección de Costa Rica
| Selección                       | Competición       | Partidos | Partidos | Partidos | Partidos | Goles | Goles | Goles |
| Selección                       | Competición       | D        | G        | E        | P        | GF    | GE    | DG    |
| ------------------------------- | ----------------- | -------- | -------- | -------- | -------- | ----- | ----- | ----- |
| Costa Rica                      |                   |          |          |          |          |       |       |       |
| Amistosos 2021                  | 1                 | 0        | 1        | 0        | 0        | 0     | 0     |       |
| Copa Oro 2021                   | 4                 | 3        | 0        | 1        | 6        | 4     | 2     |       |
| Amistosos 2022                  | 3                 | 2        | 1        | 0        | 6        | 3     | 3     |       |
| Eliminatoria mundialista (2022) | 14                | 7        | 4        | 3        | 13       | 8     | 5     |       |
| Repesca mundialista (2022)      | 1                 | 1        | 0        | 0        | 1        | 0     | 1     |       |
| Liga de Naciones 2022-23        | 4                 | 2        | 0        | 2        | 4        | 4     | 0     |       |
| Mundial de Catar 2022           | 3                 | 1        | 0        | 2        | 3        | 11    | (-8)  |       |
| Amistosos 2023                  | 2                 | 0        | 0        | 2        | 1        | 4     | (-3)  |       |
| Copa Oro 2023                   | 4                 | 1        | 1        | 2        | 7        | 8     | (-1)  |       |
| Consolidado total               | Consolidado total | 36       | 17       | 7        | 12       | 41    | 42    | (-1)  |

## Clubes

### Como futbolista
| Club              | País     | Año       |
| ----------------- | -------- | --------- |
| Atlético Nacional | Colombia | 1980-1986 |
| Deportivo Pereira | Colombia | 1986      |
| Atlético Nacional | Colombia | 1987-1989 |

### Como asistente
| Club               | País     | Año       | Asistente de       |
| ------------------ | -------- | --------- | ------------------ |
| Atlético Nacional  | Colombia | 1990-1993 | Hernán Darío Gómez |
| Selección absoluta | Ecuador  | 1995-1997 | Francisco Maturana |
| Millonarios        | Colombia | 1998      | Francisco Maturana |
| Selección absoluta | Colombia | 1999      | Javier Álvarez     |

### Como entrenador
| Club                      | País                     | Año                      | Partidos |
| ------------------------- | ------------------------ | ------------------------ | -------- |
| Deportivo Pereira         | Colombia                 | 1994-1995                | 52       |
| Selección de Ecuador      | Ecuador                  | 1997                     | 4        |
| Selección sub-20          | Colombia                 | 1999                     | 5        |
| Atlético Nacional         | Colombia                 | 1999-2000                | 97       |
| Deportivo Cali            | Colombia                 | 2001                     | 28       |
| Deportes Tolima           | Colombia                 | 2002                     | 28       |
| Aucas                     | Ecuador                  | 2003-2004                | 60       |
| Selección de Ecuador      | Ecuador                  | 2004-2007                | 51       |
| Deportivo Pereira         | Colombia                 | 2008                     | 29       |
| Atlético Nacional         | Colombia                 | 2009                     | 16       |
| Juan Aurich               | Perú                     | 2009-2010                | 45       |
| Selección de Honduras     | Honduras                 | 2011-2014                | 74       |
| Universitario de Deportes | Perú                     | 2015                     | 24       |
| Dorados de Sinaloa        | México                   | 2015-2016                | 14       |
| La Equidad                | Colombia                 | 2017-2018                | 70       |
| Junior de Barranquilla    | Colombia                 | 2019                     | 26       |
| Atlético Bucaramanga      | Colombia                 | 2021                     | 10       |
| Selección de Costa Rica   | Costa Rica               | 2021-2023                | 36       |
| Deportivo Pereira         | Colombia                 | 2024-2025                | 45       |
| Total partidos dirigidos  | Total partidos dirigidos | Total partidos dirigidos | 699      |

## Estadísticas como entrenador

### En clubes
| Equipo                          | Div.                | Temporada           | Liga | Liga | Liga | Liga | Liga |    | Copa | Copa | Copa | Copa |    | Internacional | Internacional | Internacional | Internacional | Internacional |   | Otros | Otros | Otros | Otros |     | Totales     | Totales | Totales | Totales | Totales | Totales | Totales | Totales | Totales |
| Equipo                          | Div.                | Temporada           | PD   | G    | E    | P    | Pos. | PD | G    | E    | P    | PD   | G  | E             | P             | Pos.          | PD            | G             | E | P     | PD    | G     | E     | P   | Rendimiento | GF      | GC      | Dif.    |         |         |         |         |         |
| ------------------------------- | ------------------- | ------------------- | ---- | ---- | ---- | ---- | ---- | -- | ---- | ---- | ---- | ---- | -- | ------------- | ------------- | ------------- | ------------- | ------------- | - | ----- | ----- | ----- | ----- | --- | ----------- | ------- | ------- | ------- | ------- | ------- | ------- | ------- | ------- |
| Deportivo Pereira · Colombia    | 1.ª                 | 1994-95             | 52   | 14   | 15   | 23   | -    | -  | -    | -    | -    | -    | -  | -             | -             | -             | -             | -             | - | -     | 52    | 14    | 15    | 23  | 36.54%      | -       | -       | -       |         |         |         |         |         |
| Atlético Nacional · Colombia    | 1.ª                 | 1999                | 31   | 15   | 10   | 6    | 1.º  | -  | -    | -    | -    | 6    | 1  | 3             | 2             | FG            | -             | -             | - | -     | 37    | 16    | 13    | 8   | 54.95%      | 58      | 43      | +15     |         |         |         |         |         |
| Atlético Nacional · Colombia    | 1.ª                 | 2000                | 44   | 17   | 9    | 18   | 7.°  | -  | -    | -    | -    | 16   | 6  | 5             | 5             | 1.°           | -             | -             | - | -     | 60    | 23    | 14    | 23  | 46.11%      | 93      | 92      | +1      |         |         |         |         |         |
| Deportivo Cali · Colombia       | 1.ª                 | 2001                | 22   | 11   | 5    | 6    | 2.º  | -  | -    | -    | -    | 6    | 3  | 0             | 3             | FG            | -             | -             | - | -     | 28    | 14    | 5     | 9   | 55.95%      | 34      | 29      | +5      |         |         |         |         |         |
| Deportivo Cali · Colombia       | Total               | Total               | 22   | 11   | 5    | 6    | -    | -  | -    | -    | -    | 6    | 3  | 0             | 3             | -             | -             | -             | - | -     | 28    | 14    | 5     | 9   | 55.95%      | 34      | 29      | +5      |         |         |         |         |         |
| Deportes Tolima · Colombia      | 1.ª                 | 2001                | 28   | 9    | 9    | 10   | 1/2  | -  | -    | -    | -    | -    | -  | -             | -             | -             | -             | -             | - | -     | 28    | 9     | 9     | 10  | 42.85%      | 33      | 33      | +0      |         |         |         |         |         |
| Deportes Tolima · Colombia      | Total               | Total               | 28   | 9    | 9    | 10   | -    | -  | -    | -    | -    | -    | -  | -             | -             | -             | -             | -             | - | -     | 28    | 9     | 9     | 10  | 42.85%      | 33      | 33      | +0      |         |         |         |         |         |
| Aucas · Ecuador                 | 1.ª                 | 2003                | 36   | 11   | 8    | 17   | 7.°  | -  | -    | -    | -    | -    | -  | -             | -             | -             | -             | -             | - | -     | 36    | 11    | 8     | 17  | 37.97%      | 45      | 55      | -10     |         |         |         |         |         |
| Aucas · Ecuador                 | 1.ª                 | 2004                | 24   | 10   | 10   | 4    | Inc. | -  | -    | -    | -    | -    | -  | -             | -             | -             | -             | -             | - | -     | 24    | 10    | 10    | 4   | 55.56%      | 36      | 22      | +14     |         |         |         |         |         |
| Aucas · Ecuador                 | Total               | Total               | 60   | 21   | 18   | 21   | -    | -  | -    | -    | -    | -    | -  | -             | -             | -             | -             | -             | - | -     | 60    | 21    | 18    | 21  | 45%         | 81      | 77      | +4      |         |         |         |         |         |
| Deportivo Pereira · Colombia    | 1.ª                 | 2008-F              | 24   | 11   | 5    | 8    | 1/2  | 5  | 1    | 3    | 1    | -    | -  | -             | -             | -             | -             | -             | - | -     | 29    | 12    | 8     | 9   | 50.58%      | 37      | 37      | +0      |         |         |         |         |         |
| Atlético Nacional · Colombia    | 1.ª                 | 2009-A              | 12   | 1    | 4    | 7    | Inc. | 4  | 0    | 4    | 0    | -    | -  | -             | -             | -             | -             | -             | - | -     | 16    | 1     | 8     | 7   | 22.92%      | 13      | 23      | -10     |         |         |         |         |         |
| Atlético Nacional · Colombia    | Total               | Total               | 87   | 33   | 23   | 31   | -    | 4  | 0    | 4    | 0    | 22   | 7  | 8             | 7             | -             | -             | -             | - | -     | 113   | 40    | 35    | 38  | 45.72%      | 164     | 158     | +6      |         |         |         |         |         |
| Juan Aurich · Perú              | 1.ª                 | 2009                | 9    | 4    | 2    | 3    | 3.º  | -  | -    | -    | -    | -    | -  | -             | -             | -             | -             | -             | - | -     | 9     | 4     | 2     | 3   | 51.85%      | 8       | 6       | +2      |         |         |         |         |         |
| Juan Aurich · Perú              | 1.ª                 | 2010                | 30   | 13   | 9    | 8    | Inc. | -  | -    | -    | -    | 6    | 2  | 0             | 4             | FG            | -             | -             | - | -     | 36    | 15    | 9     | 12  | 50%         | 49      | 44      | +5      |         |         |         |         |         |
| Juan Aurich · Perú              | Total               | Total               | 39   | 17   | 11   | 11   | -    | -  | -    | -    | -    | 6    | 2  | 0             | 4             | -             | -             | -             | - | -     | 45    | 19    | 11    | 15  | 50.37%      | 57      | 50      | +7      |         |         |         |         |         |
| Universitario · Perú            | 1.ª                 | 2015                | 17   | 3    | 6    | 8    | Inc. | -  | -    | -    | -    | 3    | 2  | 0             | 1             | Inc.          | 4             | 0             | 0 | 4     | 24    | 5     | 6     | 13  | 29.16%      | 21      | 33      | -12     |         |         |         |         |         |
| Universitario · Perú            | Total               | Total               | 17   | 3    | 6    | 8    | -    | -  | -    | -    | -    | 3    | 2  | 0             | 1             | -             | 4             | 0             | 0 | 4     | 24    | 5     | 6     | 13  | 29.16%      | 21      | 33      | -12     |         |         |         |         |         |
| Dorados de Sinaloa · México     | 1.ª                 | 2015-A              | 6    | 1    | 3    | 2    | 18.° | 2  | 1    | 0    | 1    | -    | -  | -             | -             | -             | -             | -             | - | -     | 8     | 2     | 3     | 3   | 37.5%       | 4       | 10      | -6      |         |         |         |         |         |
| Dorados de Sinaloa · México     | 1.ª                 | 2016-C              | 4    | 0    | 0    | 4    | Inc. | 2  | 0    | 0    | 2    | -    | -  | -             | -             | -             | -             | -             | - | -     | 6     | 0     | 0     | 6   | 0%          | 2       | 12      | -10     |         |         |         |         |         |
| Dorados de Sinaloa · México     | Total               | Total               | 10   | 1    | 3    | 6    | -    | 4  | 1    | 0    | 3    | -    | -  | -             | -             | -             | -             | -             | - | -     | 14    | 2     | 3     | 9   | 21.43%      | 6       | 22      | -16     |         |         |         |         |         |
| La Equidad · Colombia           | 1.ª                 | 2017-F              | 22   | 7    | 10   | 5    | 1/4  | 2  | 0    | 1    | 1    | -    | -  | -             | -             | -             | -             | -             | - | -     | 24    | 7     | 11    | 6   | 44.45%      | 28      | 22      | +6      |         |         |         |         |         |
| La Equidad · Colombia           | 1.ª                 | 2018-A              | 19   | 6    | 7    | 6    | 11.° | 2  | 0    | 2    | 0    | -    | -  | -             | -             | -             | -             | -             | - | -     | 21    | 6     | 9     | 6   | 42.86%      | 19      | 14      | +5      |         |         |         |         |         |
| La Equidad · Colombia           | 1.ª                 | 2018-F              | 21   | 11   | 4    | 6    | 1/4  | 4  | 2    | 2    | 0    | -    | -  | -             | -             | -             | -             | -             | - | -     | 25    | 13    | 6     | 6   | 60%         | 29      | 19      | +10     |         |         |         |         |         |
| La Equidad · Colombia           | Total               | Total               | 62   | 24   | 21   | 17   | -    | 8  | 2    | 5    | 1    | -    | -  | -             | -             | -             | -             | -             | - | -     | 70    | 26    | 26    | 18  | 49.52%      | 76      | 57      | +19     |         |         |         |         |         |
| Junior · Colombia               | 1.ª                 | 2019-A              | 19   | 6    | 12   | 1    | Inc. | -  | -    | -    | -    | 5    | 1  | 0             | 4             | Inc.          | 2             | 1             | 0 | 1     | 26    | 8     | 12    | 6   | 46.15%      | 26      | 25      | +1      |         |         |         |         |         |
| Junior · Colombia               | Total               | Total               | 19   | 6    | 12   | 1    | -    | -  | -    | -    | -    | 5    | 1  | 0             | 4             | -             | 2             | 1             | 0 | 1     | 26    | 8     | 12    | 6   | 46.15%      | 26      | 25      | +1      |         |         |         |         |         |
| Atlético Bucaramanga · Colombia | 1.ª                 | 2021-A              | 10   | 4    | 4    | 2    | 11.° | -  | -    | -    | -    | -    | -  | -             | -             | -             | -             | -             | - | -     | 10    | 4     | 4     | 2   | 53.33%      | 13      | 10      | +3      |         |         |         |         |         |
| Atlético Bucaramanga · Colombia | Total               | Total               | 10   | 4    | 4    | 2    | -    | -  | -    | -    | -    | -    | -  | -             | -             | -             | -             | -             | - | -     | 10    | 4     | 4     | 2   | 53.33%      | 13      | 10      | +3      |         |         |         |         |         |
| Deportivo Pereira · Colombia    | 1.ª                 | 2024-F              | 19   | 7    | 6    | 6    | 12.° | -  | -    | -    | -    | -    | -  | -             | -             | -             | -             | -             | - | -     | 19    | 7     | 6     | 6   | 47.37%      | 19      | 18      | +1      |         |         |         |         |         |
| Deportivo Pereira · Colombia    | 1.ª                 | 2025-A              | 12   | 3    | 3    | 6    | Inc. | -  | -    | -    | -    | -    | -  | -             | -             | -             | -             | -             | - | -     | 12    | 3     | 3     | 6   | 33.33%      | 9       | 13      | -4      |         |         |         |         |         |
| Deportivo Pereira · Colombia    | Total               | Total               | 106  | 35   | 29   | 42   | -    | 5  | 1    | 3    | 1    | -    | -  | -             | -             | -             | -             | -             | - | -     | 111   | 36    | 32    | 43  | 42.04%      | 64      | 67      | -3      |         |         |         |         |         |
| Total en su carrera             | Total en su carrera | Total en su carrera | 460  | 139  | 121  | 155  | -    | 21 | 4    | 12   | 5    | 42   | 15 | 8             | 19            | -             | 6             | 1             | 0 | 5     | 529   | 159   | 141   | 184 | 38.94%      | 576     | 562     | +14     |         |         |         |         |         |
| 1. 2. 3. 4.                     |                     |                     |      |      |      |      |      |    |      |      |      |      |    |               |               |               |               |               |   |       |       |       |       |     |             |         |         |         |         |         |         |         |         |

### En selecciones
- Actualizado al último partido dirigido el 4 de julio de 2023.

| Ecuador absoluta     | 11 de junio de 1997     | 22 de junio de 1997     | 4   | 2  | 2  | 0  | 5   | 2   | (+3)  | 66.67% |
| Colombia Sub-20      | junio de 1999           | julio de 1999           | 5   | 3  | 2  | 0  | 6   | 3   | (+3)  | 73.33% |
| Ecuador absoluta     | 5 de septiembre de 2004 | 17 de noviembre de 2007 | 51  | 17 | 9  | 25 | 62  | 77  | (-15) | 39.21% |
| Honduras absoluta    | 15 de marzo de 2011     | 25 de junio de 2014     | 74  | 25 | 20 | 29 | 88  | 104 | (-16) | 42.79% |
| Costa Rica absoluta  | 21 de junio de 2021     | 20 de julio de 2023     | 36  | 17 | 7  | 12 | 41  | 42  | (-1)  | 53.7%  |
| Total en Selecciones | Total en Selecciones    | Total en Selecciones    | 170 | 64 | 40 | 66 | 202 | 228 | (-26) | 45.49% |

## Palmarés

### Como jugador

#### Títulos nacionales
| Título                | Club              | País     | Año  |
| --------------------- | ----------------- | -------- | ---- |
| Campeonato colombiano | Atlético Nacional | Colombia | 1981 |

#### Títulos internacionales
| Título            | Club              | País     | Año  |
| ----------------- | ----------------- | -------- | ---- |
| Copa Libertadores | Atlético Nacional | Colombia | 1989 |

### Como entrenador

#### Títulos nacionales
| Título                | Club              | País     | Año  |
| --------------------- | ----------------- | -------- | ---- |
| Campeonato colombiano | Atlético Nacional | Colombia | 1999 |
| Superliga de Colombia | Junior            | Colombia | 2019 |

#### Títulos internacionales
| Título          | Club              | Sede     | Año  |
| --------------- | ----------------- | -------- | ---- |
| Copa Merconorte | Atlético Nacional | Colombia | 2000 |